# Al Jabal al Gharbi
Al Jabal al Gharbi is een gemeente (Shabiyah) in Libië.
Al Jabal al Gharabi is ontstaan uit de voormalige gemeenten Gharyan, Mizdah en Yafran en telde in 2006 304.159 inwoners. De hoofdstad van de gemeente is Gharyan.
Benghazi ·
Al Butnan ·
Derna ·
Ghat ·
Al Jabal al Akhdar ·
Al Jabal al Gharbi ·
Al Jfara ·
Al Jufrah ·
Al Kufrah ·
Al Marj ·
Misratah ·
Al Murgub ·
Murzuq ·
Nalut ·
An Nuqat al Khams ·
Sabha ·
Sirte ·
Tripoli ·
Wadi Al Hayaa ·
Wadi Al Shatii ·
Al Wahat ·
Az Zawiyah